# Bådsmandsstræde
Bådsmandsstræde er en gade på Christianshavn, København, der oprindeligt markerede bydelens østlige grænse. Gaden strækker sig fra Overgaden oven Vandet til Christianshavns Voldgade. Navnet stammer fra betegnelsen for en bådsmand, en matros i flåden. Gaden er særligt kendt for Bådsmandsstrædes Kaserne, der blev opført i 1800-tallet og fungerede som militærkaserne frem til midten af 1900-tallet. Bygningerne er i dag en del af Christiania.
Christianshavns Gymnasium optager en væsentlig del af gadens vestlige side.

## Historie
I 1770'erne blev en afdeling af Den Danske Porcelænsfabrik opført syd for Prinsessegade, hvor den producerede det berømte Flora Danica-stel. Fabrikken blev senere en del af Den Kongelige Porcelænsfabrik og flyttede i 1850 til Frederiksberg. Efterfølgende overtog E. Nobels tobaksfabrik bygningerne.
På hjørnet af Prinsessegade ligger Søetatens Enkebolig, opført i 1865 af arkitekten Hans Fussing. Den gule facade gav bygningen tilnavnet "Den gule enke", da enker efter søofficerer kunne få bolig her.